# ヘンリー・グレイ (第3代グレイ伯爵)
第3代グレイ伯爵ヘンリー・ジョージ・グレイ（英語: Henry George Grey, 3rd Earl Grey, KG GCMG PC、1802年12月28日 - 1894年10月9日）は、イギリスの政治家、貴族。
英国首相の第2代グレイ伯爵チャールズ・グレイの長男。父が爵位を継承した1807年から自身が爵位を継承する1845年まではホーウィック子爵(Viscount Howick)の儀礼称号を称した。1826年に庶民院議員としてホイッグ党の政治家となり、ホイッグ党政権下で陸軍・植民地省政務次官(在職1830年-1834年)、陸軍卿(在職1835年-1839年)、陸軍・植民地大臣(在職1846年-1852年)を歴任した。

## 経歴
1802年12月28日、後に第2代グレイ伯爵位を継承し、首相を務めることになる庶民院議員チャールズ・グレイとその妻メアリー・エリザベス(初代ポンソンビー男爵ウィリアム・ポンソンビーの娘）の間の長男として生まれた。
1826年にウィンチルシー選挙区から選出されてホイッグ党の庶民院議員に選出された。その後も選挙区を変えながら1845年の襲爵まで庶民院議員に在職し続けた。
1830年に父が首相となり、ホイッグ党政権が誕生すると陸軍・植民地省政務次官に就任した。彼はエドワード・ギボン・ウェークフィールドの見解を支持する熱心な植民地改革派だった。そのため植民地の奴隷解放が即時ではなく段階的に行われることに不満を抱いて1834年に辞職した。
1835年に第2代メルバーン子爵ウィリアム・ラムが第二次内閣を組閣した際に陸軍卿に就任し、インドに駐留する兵士の不正行為抑制に努めた。1839年の内閣改造の際に同僚たちの革新的な見解に反対して辞職した。
1845年7月17日に父が死去し、第3代グレイ伯爵位を継承し、貴族院議員に転じた。
1846年にホイッグ党政権ジョン・ラッセル卿内閣が発足すると陸軍・植民地大臣に就任した。彼は植民地行政はイギリス本国のためではなく現地民の利益のために行われるべきであることを最初に公言した大臣だった。可能な限り植民地に自治を認めることを推進し、イギリスとアイルランドの間に自由貿易を紹介した最初の人物だった。植民地が本国から輸入関税をかける特許は彼による物ではない。彼はそれに反対していたが、却下された。西インド諸島では抑圧的だった。セイロンでも反乱の鎮圧にあたった。ニュージーランドでは、彼は自分自身が認めた憲法を中断し、ニュージーランド総督ジョージ・グレイに制定をゆだねた(1852年ニュージーランド憲法)。彼の陸軍植民地大臣在職中にカナダやニュージーランドや南アフリカにグレイ伯爵に因むホーウィックという地名ができた。
1852年に内閣の総辞職により辞職。1853年にホイッグ党が参加する第4代アバディーン伯爵ジョージ・ハミルトン＝ゴードン内閣が発足したが、彼の入閣はなかった。クリミア戦争時には陸軍卿として名前が挙がったものの拒否した。以降死去までほぼ公務から離れ、地元のホーウィックで生活するようになった。
1894年10月9日に91歳で死去。子供がなかったため、爵位は甥にあたるアルバート・グレイが継承した。

## 栄典

### 爵位/準男爵位
1845年7月17日の父チャールズ・グレイの死去により以下の爵位/準男爵位を継承した。
- 第3代グレイ伯爵 (3rd Earl Grey)
(1806年4月11日の勅許状による連合王国貴族爵位)
- ノーサンバーランド州におけるホーウィックの第3代ホーウィック子爵 (3rd Viscount Howick, of Howick in the County of Northumberland)
(1806年4月11日の勅許状による連合王国貴族爵位)
- ノーサンバーランド州におけるホーウィックのホーウィックの第3代グレイ男爵 (3rd Baron Grey of Howick, of Howick in the County of Northumberland)
(1801年6月23日の勅許状による連合王国貴族爵位)
- （ノーサンバーランド州におけるホーウィックの）第4代準男爵 (4th Baronet "of Howick in the County of Northumberland")
(1746年1月11日の勅許状によるグレートブリテン準男爵位)

### 勲章
- 1863年、ガーター勲章ナイト（KG）[1][2]
- 1869年、聖マイケル・聖ジョージ勲章ナイト・グランド・クロス（GCMG）[1][2]

### その他
- 1835年、枢密顧問官（PC）[1][2]

## 家族
1832年8月9日に第3代準男爵ジョゼフ・コプリーの娘マリア・コプリーと結婚したが、子供はできなかった。